# Гоча Ціціашвілі
Гоча Ціціашвілі (івр. גוצ'ה ציציאשווילי, груз. გოჩა ციციაშვილი; нар. 7 листопада 1973, Тбілісі, Грузинська РСР, СРСР) — ізраїльський борець греко-римського стилю грузинського походження, чемпіон та срібний призер чемпіонатів світу, дворазовий срібний та бронзовий призер чемпіонатів Європи, учасник трьох Олімпійських ігор.

## Життєпис
Боротьбою почав займатися з 1981 року.
У 1991 році у складі юніорської збірної СРСР став бронзовим призером чемпіонату світу серед юніорів. У 1993 році, виступаючи під прапором незалежної Грузії, завоював бронзову медаль чемпіонату світу серед молоді. У 1994 році репатріювався в Ізраїль і в подальшому виступав за першу збірну цієї країни. Виступав за борцівський клуб «Хапоель» Беер-Шева. Тренери — Отар Татішвілі — з 1985 року, Яков Мазін — з 1994 року.
Після завершення спортивної кар'єри перейшов на тренерську роботу. Тренував, зокрема, чоловіка своєї сестри Генрі Папіашвілі, який ставав чемпіоном світу серед юніорів.
У грудні 2009 року був обраний президентом Ізраїльської федерації боротьби.
Займається бізнесом в транспортній сфері у себе на батьківщині, в Грузії.

## Спортивні результати на міжнародних змаганнях

### Виступи на Олімпіадах
| Змагання                    | Збірна  | Вагова категорія                 | Місце |
| --------------------------- | ------- | -------------------------------- | ----- |
| Літні Олімпійські ігри 1996 | Ізраїль | греко-римська боротьба, до 82 кг | 5     |
| Літні Олімпійські ігри 2000 | Ізраїль | греко-римська боротьба, до 85 кг | 6     |
| Літні Олімпійські ігри 2004 | Ізраїль | греко-римська боротьба, до 84 кг | 14    |

### Виступи на Чемпіонатах світу
| Змагання                        | Збірна  | Вагова категорія                 | Місце  |
| ------------------------------- | ------- | -------------------------------- | ------ |
| Чемпіонат світу з боротьби 1994 | Ізраїль | греко-римська боротьба, до 82 кг | 16     |
| Чемпіонат світу з боротьби 1995 | Ізраїль | греко-римська боротьба, до 82 кг | Срібло |
| Чемпіонат світу з боротьби 1997 | Ізраїль | греко-римська боротьба, до 85 кг | 21     |
| Чемпіонат світу з боротьби 1998 | Ізраїль | греко-римська боротьба, до 85 кг | 4      |
| Чемпіонат світу з боротьби 1999 | Ізраїль | греко-римська боротьба, до 85 кг | 26     |
| Чемпіонат світу з боротьби 2001 | Ізраїль | греко-римська боротьба, до 85 кг | 18     |
| Чемпіонат світу з боротьби 2002 | Ізраїль | греко-римська боротьба, до 84 кг | 8      |
| Чемпіонат світу з боротьби 2003 | Ізраїль | греко-римська боротьба, до 84 кг | Золото |

### Виступи на Чемпіонатах Європи
| Змагання                         | Збірна  | Вагова категорія                 | Місце  |
| -------------------------------- | ------- | -------------------------------- | ------ |
| Чемпіонат Європи з боротьби 1994 | Ізраїль | греко-римська боротьба, до 82 кг | Срібло |
| Чемпіонат Європи з боротьби 1995 | Ізраїль | греко-римська боротьба, до 82 кг | Бронза |
| Чемпіонат Європи з боротьби 1996 | Ізраїль | греко-римська боротьба, до 82 кг | Бронза |
| Чемпіонат Європи з боротьби 1997 | Ізраїль | греко-римська боротьба, до 85 кг | 7      |
| Чемпіонат Європи з боротьби 1998 | Ізраїль | греко-римська боротьба, до 85 кг | 5      |
| Чемпіонат Європи з боротьби 2001 | Ізраїль | греко-римська боротьба, до 85 кг | 5      |
| Чемпіонат Європи з боротьби 2003 | Ізраїль | греко-римська боротьба, до 84 кг | 10     |

### Виступи на інших змаганнях
| Змагання                                                             | Збірна  | Вагова категорія                 | Місце  |
| -------------------------------------------------------------------- | ------- | -------------------------------- | ------ |
| Тестовий турнір FILA 1998                                            | Ізраїль | греко-римська боротьба, до 85 кг | 9      |
| Тестовий турнір FILA 1998                                            | Ізраїль | греко-римська боротьба, до 85 кг | Бронза |
| Олімпійський кваліфікаційний турнір з боротьби 2000 (Фаенца)         | Ізраїль | греко-римська боротьба, до 85 кг | 9      |
| Олімпійський кваліфікаційний турнір з боротьби 2000 (Клермон-Ферран) | Ізраїль | греко-римська боротьба, до 85 кг | 11     |
| Олімпійський кваліфікаційний турнір з боротьби 2000 (Ташкент)        | Ізраїль | греко-римська боротьба, до 85 кг | Бронза |
| Олімпійський кваліфікаційний турнір з боротьби 2000 (Колорадо)       | Ізраїль | греко-римська боротьба, до 85 кг | 4      |
| Олімпійський кваліфікаційний турнір з боротьби 2000 (Александрія)    | Ізраїль | греко-римська боротьба, до 85 кг | 4      |

### Виступи на змаганнях молодших вікових груп
| Змагання                                      | Збірна | Вагова категорія                 | Місце  |
| --------------------------------------------- | ------ | -------------------------------- | ------ |
| Чемпіонат світу з боротьби серед юніорів 1991 | СРСР   | греко-римська боротьба, до 81 кг | Бронза |
| Чемпіонат Європи з боротьби серед молоді 1992 | Грузія | греко-римська боротьба, до 82 кг | 7      |
| Чемпіонат світу з боротьби серед молоді 1993  | Грузія | греко-римська боротьба, до 82 кг | Бронза |